# Amphipyra frivaldskyi
Amphipyra frivaldskyi är en fjärilsart som beskrevs av Alexander Mocsáry 1896.
Amphipyra frivaldskyi ingår i släktet Amphipyra och familjen nattflyn. Inga underarter finns listade i Catalogue of Life.